# Wilfried Sauermann
Wilfried Sauermann (* 7. Juli 1939 in Frankfurt am Main-Römerstadt; † 19. Februar 2013) war ein deutscher Schachspieler. Er gewann gemeinsam mit Anicetas Uogelė die 14. Europameisterschaft im Fernschach.

## Nahschach
Mit 11 Jahren erlernte Sauermann das Schachspiel. 1956 wurde er Clubspieler. In der Folge gewann er 1964 die Stadtmeisterschaft von Stuttgart und 1965 das Pokalturnier von Württemberg. 1966 und 1971 belegte er Platz 2 in der Meisterschaft von Württemberg. Mit der 1. Mannschaft der Schachfreunde Stuttgart nahm er an der Endrunde der Deutschen Mannschaftsmeisterschaft 1967 teil, spielte Mitte der 1970er Jahre in der Schachbundesliga und in den 1980er Jahren in der 2. Bundesliga.

## Fernschach
Seit 1956 spielte Sauermann Fernschach. Im 3. deutschen Pokalturnier belegte er Platz 2. Im Finale der 5. Fernschacholympiade kämpfte er für Deutschland. Durch 2 Siege in Europaturnieren qualifizierte er sich für die 14. Europameisterschaft. Hier erreichte er 1981 gemeinsam mit Anicetas Uogelė Platz 1. Da beide auch die gleiche Feinwertung aufwiesen wurden sie gemeinsam zum Europameister erklärt.
Weitere Stationen waren die Teilnahme an der Endrunde der 17. deutschen Meisterschaft 1981, Einladung zum Kurt-Klar-Gedenkturnier 1982, Qualifikation für das Finale des 3. Weltpokalturniers 1986, Halbfinale der 17. Weltmeisterschaft 1990, Platz 5 bei der 50. Europameisterschaft 1994/98, Gewinn der 3. Europa-Mannschaftsmeisterschaft 1995 mit der westdeutschen Mannschaft sowie die 1. Mannschafts-Bundesliga ab 1997.
Sauermann wurde von der International Correspondence Chess Federation 1990 zum Internationalen Meister und 2001 zum Verdienten Internationalen Meister ernannt.